# Shining (groupe suédois)
Pour les articles homonymes, voir Shining.
Shining est un groupe de black metal suédois. La musique du groupe, revendiquant l'influence de Burzum, est souvent qualifiée de black metal suicidaire, en raison de l'ambiance sombre des compositions et des paroles traitant le plus souvent de suicide et d'automutilation. 
Sur les derniers albums du groupe, on remarque l'apparition croissante d'influences hard rock ou blues. Leur nom ne fait pas référence à Shining le livre de Stephen King ni au film inspiré par ce dernier mais signifie « La voie de l'illumination », terme définissant avant tout la philosophie autodestructrice et suicidaire de Niklas Kvarforth, chanteur du groupe.

## Biographie

### Débuts et ascension
Le groupe est formé en 1996 par Niklas « Kvarforth » Olsson, qui restera par la suite l'unique compositeur et leader de la formation. Malgré une formation instable, le groupe publie son premier EP en 1998. Parallèlement, Kvarforth fonde son propre label, Selbstmord Services, qui produira le deuxième album du groupe, ainsi que d'autres groupes de black metal. En 2000 et 2001, Shining réalise les deux albums I - Within Deep Dark Chambers et II - Livets Ändhållplats, avec Andreas Classen (Bethlehem) qui seconde Kvarforth au chant, Tusk à la basse et Ted Wedebrand (Forgotten Tomb) à la batterie, tandis que Kvarfoth s'occupe du chant principal et de la guitare.
Tusk décide par la suite de laisser sa place à son frère Phil A. Cirone, tandis que Wederbrand est remercié et laisse sa place au célèbre Jan Axel Blomberg (Hellhammer). Le groupe recrute également le guitariste Inisis, et sort en 2002 l'album III - Angst, Självdestruktivitetens Emissarie. Le style s'éloigne progressivement quelque peu des standards du genre telles que Burzum, en utilisant un son particulièrement travaillé et puissant et des guitares plus énergiques et agressives.
En août 2004, Kvarforth annonce la fin du groupe ainsi que de Selbstmord Services, mais le groupe sort néanmoins l'album préalablement prévu IV - The Eerie Cold, John Doe y ayant remplacé Inisis aux guitares. L'album marque l'apparition de claviers et de solo de guitare, conférant un style plus doux et mélancolique à l'ensemble, bien que Kvarforth ait encore une fois travaillé sa voix pour la rendre la plus extrême et malsaine possible. Le groupe semble par la suite se reformer, et annonce en 2006 travailler sur un nouvel album, alors que Hellhammer est remplacé à la batterie par Ludvig Witt (Spiritual Beggars), et que les deux guitaristes John Doe (Craft) et Casado (mieux connu sous le pseudonyme de Leere, guitariste du groupe de black metal suédois Silencer) qui avaient rejoint le groupe après l'album IV sont remplacés par Fredric « Wredhe » Gråby (Ondskapt) et Peter Huss.

### Suicide et résurrection
Durant l'été 2006 apparaît la rumeur du suicide de Kvarforth, rapidement étayé par le site officiel de Shining, qui laisse néanmoins planer un léger doute. Kvarforth aurait disparu en laissant des indications quant à celui qui devrait le remplacer dans le groupe, un certain Ghoul, que le reste du groupe affirme ne pas connaître. 
Un nouvel album est prévu pour le début 2007, et à l'occasion de sa sortie est organisé un concert à Halmstad, ville d'origine de Kvarforth. Il s'agit en fait d'une mise en scène où Kvarforth réapparaît, feignant de battre et de limoger son prétendu successeur Ghoul, joué en fait par son ami de longue date Attila Csihar (Mayhem). Le concert est très violent et suscite la controverse, le chanteur grimé en zombie distribuant des lames de rasoir au public, et Maniac (Mayhem), une des nombreuses personnalités du milieu black metal conviées, pourtant réputé apolitique, arborant une croix gammée ensanglantée sur le front. Pourtant, pas de traces du nouvel album. Celui-ci ne paraît qu'en avril sous le nom V - Halmstad. Musicalement, il confirme et accentue l'orientation blues et hard rock de l'album précédent, et fait la part belle aux solos de guitare, aux claviers et aux passages acoustiques.
En janvier 2012 sort leur huitième album VIII – Redefining Darkness. Une compilation, 8½ - Feberdrömmar I Vaket Tillstånd, suit en 2013 et contient des chansons enregistrées entre 2001 et 2002. Le neuvième album du groupe, IX - Everyone, Everything, Everywhere, Ends, est publié le 21 avril 2015.

## Membres

### Membres actuels
- Niklas « Kvarforth » Olsson - chant, guitare électrique, clavier
- Peter Huss - guitare
- Alex Impaler - basse
- Nicholas Barker - batterie
- Charles Hedger - Guitare

### Anciens membres
- Fredric « Wredhe » Gråby - guitare
- Rickard « Schill » - batterie
- Andreas « Larsen » - Basse
- Johan Hallander - basse
- John Doe - guitare solo
- Casado - guitare rythmique
- Jan Axel « Hellhammer » Von Blomberg - batterie
- Inisis - guitare
- Tusk - basse
- Ted Wedebrand - Batterie
- Andreas Classen - chant
- Robert - chant

## Discographie

### Albums studio
- 2000 : I - Within Deep Dark Chambers
- 2001 : II - Ändhållplats
- 2002 : III - Angst, Självdestruktivitetens Emissarie
- 2005 : IV - The Eerie Cold
- 2007 : V - Halmstad
- 2009 : Klagopsalmer|VI - Klagopsalmer
- 2011 : VII - Född Förlorare
- 2012 : Redefining Darkness
- 2013 : 8 ½ – Feberdrömmar I Vaket Tillstånd
- 2015 : IX – Everyone, Everything, Everywhere, Ends
- 2018 : X - Varg Utan Flock
- 2020 : Oppression MMXVIII
- 2023 : Shining

### Autres productions
- 1998 : Submit to Selfdestruction (EP)
- 2004 : Dolorian / Shining (split)
- 2004 : Through Years of Oppression (compilation)
- 2004 : The Darkroom Sessions (compilation)
- 2008 : Shining / Den Saakaldte (split)
- 2012 : Lots of Girls Gonna Get Hurt (EP)